# Спекулярит
Спекулярит, железноокисная слюдка — (англ. specularite) чёрная слюдоподобная разновидность минерала гематит (оксид железа(III), Fe2O3).
Спекулярит имеет плотность около 5,3 г/см³, твёрдость 6,0−6,5, слоистую структуру (чешуйки), сильный диэлектрик и пигмент (тёмно-вишневый или светло-серый колер в зависимости от степени измельчения, не выцветающий, не теряющий блеск), стоек к воздействию высоких температур, абразивных частиц, ультрафиолетового и радиационного излучения, нефти и нефтепродуктов, сероводорода, любой воды (включая рассолы и сильнозагрязненные стоки).
Спекулярит является сырьём для производства особо прочных красок и антикоррозионных покрытий.